# 成田拜仁
成田拜仁（日语：ナリタブライアン），是日本純種競賽馬匹，生涯稱霸中長途賽事，爲日本賽馬史上第五匹經典三冠馬，因其出賽時一直佩戴鼻箍以遮蓋下方視野，加上本身其戰績彪炳，有「遮眼帶的怪物」（シャドーロールの怪物）的美譽，並於1997年被選爲日本中央競馬會殿堂馬。

## 出賽前
1991年5月3日出生於北海道新冠町早田牧場新冠分場，成長途中被馬主山路秀則經中介工藤清正介紹下以約2400萬日圓購入。
1993年5月19日交由栗東訓練中心練馬師大久保正陽訓練。

## 競賽生涯

### 3歲（現2歲）
1993年8月15日出戰函館競馬場3歲新馬戰，比賽途中其保持於中團位置，但最終未能超越前方賽駒以第二落敗。
8月29日再度出戰3歲新馬戰，比賽初段隨即搶佔位置領放，最終成功一放到底以9馬位拋離後方賽駒取首次勝利。
9月出戰三級賽函館三歲錦標獲得第六後，於10月出戰條件戰丹桂錦特別獲得冠軍。
11月6日出戰二級賽每日盃三歲錦標，比賽途中選擇後上戰術，儘管於最後直路跑出全場最快末腳，但仍然未能超越前方的Bodyguard及Keiai Melody以第三完賽。
賽後陣營開始懷疑其比賽成績不穩定之原因出於性格問題，尤其成田拜仁於訓練途中經常表現出膽怯，甚至有時會被自身的影子驚嚇。針對對此問題，陣營決定安排其佩戴鼻箍以遮擋其下方視線，避免受到影子或雜物的干擾。
調整過後出戰公開賽京都三歲錦標，於其中以第一人氣的身份輕鬆獲勝。
其後出戰朝日盃三歲錦標，比賽途中一直保持於中團位置，通過第三彎道時候約莫處於第七。進入直路後，其隨即加速衝刺，最終於其最後600米跑出35.7秒炸裂末腳之下拋離第二的Field Bomber 3 1/2馬位奪得首個一級賽冠軍。
年末，由於其勝出一級賽，因而於評選中以近乎全票的170票當選最佳3歲雄馬。

### 4歲（現3歲）
1994年首戰爲共同通信盃四歲錦標，比賽途中以中團位置開始推進，其後逐步爬升至先頭位置。進入直路後，其經已處於有利位置並隨即衝出，最終保持優勢下成功奪冠。
其後出戰春季錦標，以1.2倍獨贏賠率獲得第一人氣。比賽開始後，其處於最後方位置追走，通過第三彎道後開始加速爬升至到第四。進入直路後，縱然處於第三彎道時經已開始發力，但其於此處仍保有餘力進一步衝刺，最終於其再次轟出恐怖的後600米35.6秒末腳下，以3 1/2馬位優勢取勝。
4月17日出戰皋月賞，賽前再度壓倒性地獲得第一人氣。比賽開始後，其仍然選擇於中團展開，通過最後彎道後騎師南井克巳指揮其衝出並開始加速。進入直路後，南井僅對成田拜仁揮鞭一下經已使其進入絕佳的衝刺狀態，最終不斷狂奔下於最後200米取得領先，其後繼續保持優勢下以3 1/2馬位優勢、破紀錄的1分59.0秒時間取得冠軍。
5月29日出戰東京優駿（日本打吡），即管其本次比賽處於最內檔的第1檔，比賽初段其仍然選擇逐步抽出於外檔的先頭位置推進，通過第三彎道後開始加速爬升。進入直路後，騎師南井再度指揮其由外檔抽出大外檔的位置，處於望空的狀態下成田拜仁以凌厲的的姿態加速，最終拋離所有對手以5馬位優勢大勝。
夏季於北海道短暫調整過後以京都新聞盃作爲秋季首戰，雖然進入直路後一路領先並跑出不俗的速度，但於最後關頭被緊隨其後的Star Man超越以頸位差距落敗，
11月6日出戰菊花賞，比賽初段一直處於約莫第七的位置，通過最後彎道時候仍然停留於此。進入直路後，其隨即衝出並繼續於路途上衝刺，於外檔位置以近乎貼地飛行的姿態不斷加速，最終以7馬位大幅拋離對手奪冠，成爲繼「皇帝」魯鐸象徵後的第五匹經典三冠馬，更以3分4.6秒打破上年度由半兄琵琶晨光創立的紀錄時間。
12月25日以馬迷投票第一人氣出戰有馬紀念，亦進將和一衆年長馬匹決戰。比賽開始後，前方由雙渦輪展開快放並以58.0秒的快步速通過1000米標示，以成田拜仁則於前頭的位置追趕。進入對面直路後，其經已加速至第二的位置，並於最後彎道趁雙渦輪失速的瞬間超越對手，於直路上繼續衝刺跑出全場最快末腳，最終以3馬位拋離後方的菱亞馬遜取得年間第四個一級賽冠軍。
年末，由於其達成經典三冠並以4歲馬身份奪得有馬紀念，因而於評選中以全票172票當選最佳4歲雄馬，亦以171票問鼎日本馬王的寶座。

### 5歲（現4歲）
進入1995年陣營出於讓其休養更久的考慮，決定安排其以日程上較後的阪神大賞典作爲年度首戰。
3月12日按照計劃出戰阪神大賞典，由於阪神競馬場受到年初的阪神大地震影響而被破壞，因此本屆賽事移師至到京都競馬場舉行。比賽開始後，其選擇先行戰術於第四位置追走，即使通過第二彎道後開始緩慢地加速，其於直路上仍有餘力跑出生涯最快的後600米33.9秒末腳，拋離第二的Hagino Real King 7馬位大勝。
賽後11日其被發現腰部有疲勞的症狀，陣營原先打算安排其進行輕微訓練隨後出戰春季天皇賞，但於4月7日被診斷出右股患有關節炎後避戰並進入休養。
於馬房休養約1個月後被送往北海道新冠町早田牧場新冠分場接受進一步資料，7月時前往函館競馬場調整。
進入秋季後於秋季天皇賞復出，由於主戰騎師南井於10月14日一場條件戰策騎Tai Lawrence時落馬造成右腳關節脫臼並骨折，因而本次比賽由的場均代打策騎。比賽初段雖然處於較前位置，但於直路上未能發揮以往水準，停滯不前下被衆多馬匹超越，最終以第十二大敗。
其後出戰日本盃及有馬紀念，分別以第六及第四完賽。

### 6歲（現5歲）
1996年首戰與上年度同爲阪神大賞典，比賽初段其處於中團靠後位置追走，保持穩定速度推進。進入對面直路後，處於第四的同父馬摩耶重炮突然加速進佔領先的位置，而此時成田拜仁的騎師武豐亦隨即指揮其跟上。進入直路後，率先衝出的兩駒開始展開貼身的纏鬥，並於纏鬥途中一直加速逐步拋離後方馬匹，最終於成田拜仁略佔上風下，其於終點線前略微透出以頭位優勢取勝。

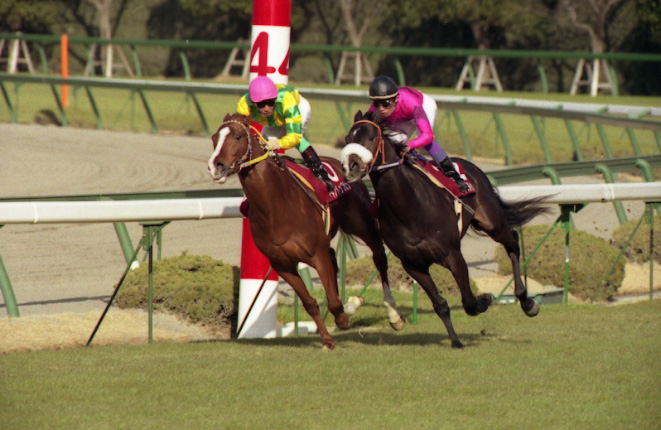
出戰阪神大賞典的成田拜仁

4月21日出戰春季天皇賞，重新由傷愈復出的南井策騎。比賽途中其保持良好節奏於第七的位置追走，通過第三彎道後爬升至第二。進入直路後，其響應騎師南井的指揮開始加速並一度取得領先，然而此時後方的櫻花桂冠亦開始發力並一瞬間超越成田拜仁，最終其被追過之下以2 1/2馬位差距落敗得亞軍。
其後出戰本年度改制升格爲一級賽且減程至1200米的高松宮盃，由於成田拜仁本身於中長途賽事有實戰績，對於此類賽駒而言出戰短途賽事爲異常罕見，導致當時以大久保正陽爲首的馬房人員受到不少質疑及批評。比賽開始後，其選擇留後戰術，雖然於直路上逐步加速，但仍然未能克服短途賽事對後追不利的局面，最終以第四名完賽。雖然本次比賽未能掄元，但其憑藉名次獎金將生涯獎金累積至10億2691萬6000日圓，超越目白麥昆成爲當時最高獎金的賽駒。
由於高松宮盃的失利，陣營決定避戰寶塚紀念並安排其放草，但於6月19日確認患有肌腱炎。最終於10月時陣營宣佈安排其退役，並於11月9日及11月16日分別於京都競馬場及東京競馬場舉行退役儀式。

### 詳細賽績
| 日期       | 舉辦國家 | 馬場 | 距離   | 級別 | 賽事名稱           | 負重 | 騎師     | 馬號 | 出馬 | 名次 | 時間   | 頭馬（二馬）          |
| ---------- | -------- | ---- | ------ | ---- | ------------------ | ---- | -------- | ---- | ---- | ---- | ------ | --------------------- |
| 15/8/1993  | 日本     | 函館 | 草1200 |      | 3歲新馬            | 53   | 南井克巳 | 8    | 8    | 2    | 1:13.7 | Long Unicorn          |
| 29/8/1993  | 日本     | 函館 | 草1200 |      | 3歲新馬            | 53   | 南井克巳 | 6    | 9    | 1    | 1:12.8 | （Jinrai）            |
| 26/9/1993  | 日本     | 函館 | 草1200 | GIII | 函館三歲錦標       | 53   | 南井克巳 | 5    | 9    | 6    | 1:14.9 | Marry God             |
| 24/10/1993 | 日本     | 福島 | 草1700 |      | 丹桂特別           | 53   | 清水英次 | 6    | 9    | 1    | 1:43.1 | （Lancet）            |
| 6/11/1993  | 日本     | 京都 | 草1400 | GII  | 每日盃三歲錦標     | 54   | 南井克巳 | 6    | 15   | 3    | 1:22.7 | Bodyguard             |
| 21/11/1993 | 日本     | 京都 | 草1800 | OP   | 京都三歲錦標       | 55   | 南井克巳 | 6    | 8    | 11   | 1:47.8 | （T.M.Inazuma）       |
| 12/12/1993 | 日本     | 中山 | 草1600 | GI   | 朝日盃三歲錦標     | 54   | 南井克巳 | 8    | 14   | 1    | 1:34.4 | （Field Bomber）      |
| 14/2/1994  | 日本     | 東京 | 草1800 | GIII | 共同通信盃四歲錦標 | 57   | 南井克巳 | 2    | 10   | 1    | 1:47.5 | （Ines Souther）      |
| 27/3/1994  | 日本     | 中山 | 草1800 | GII  | 春季錦標           | 56   | 南井克巳 | 2    | 10   | 1    | 1:49.1 | （Fujino Makken O）   |
| 17/4/1994  | 日本     | 中山 | 草2000 | GI   | 皋月賞             | 57   | 南井克巳 | 1    | 18   | 1    | 1:59.0 | （Sakura Super O）    |
| 29/5/1994  | 日本     | 東京 | 草2400 | GI   | 東京優駿           | 57   | 南井克巳 | 17   | 18   | 1    | 2:25.7 | （Air Dublin）        |
| 16/10/1994 | 日本     | 阪神 | 草2200 | GII  | 京都新聞盃         | 57   | 南井克巳 | 6    | 10   | 2    | 2:12.2 | Star Man              |
| 6/11/1994  | 日本     | 京都 | 草3000 | GI   | 菊花賞             | 57   | 南井克巳 | 4    | 15   | 1    | 3:04.6 | （Yashima Sovereign） |
| 25/12/1994 | 日本     | 中山 | 草2500 | GI   | 有馬紀念           | 55   | 南井克巳 | 11   | 13   | 1    | 2:32.2 | （菱亞馬遜）          |
| 12/3/1995  | 日本     | 京都 | 草3000 | GII  | 阪神大賞典         | 58   | 南井克巳 | 1    | 11   | 1    | 3:08.2 | （Hagino Real King）  |
| 29/10/1995 | 日本     | 東京 | 草2000 | GI   | 秋季天皇賞         | 58   | 的場均   | 7    | 17   | 12   | 1:59.4 | Sakura Chitose O      |
| 26/11/1995 | 日本     | 東京 | 草2400 | GI   | 日本盃             | 57   | 武豐     | 3    | 14   | 6    | 2:25.3 | 大地                  |
| 24/12/1995 | 日本     | 中山 | 草2500 | GI   | 有馬記念           | 57   | 武豐     | 8    | 12   | 4    | 2:34.1 | 摩耶重炮              |
| 9/3/1996   | 日本     | 阪神 | 草3000 | GII  | 阪神大賞典         | 59   | 武豐     | 2    | 10   | 1    | 3:04.9 | （摩耶重炮）          |
| 21/4/1996  | 日本     | 京都 | 草3200 | GI   | 春季天皇賞         | 58   | 南井克巳 | 4    | 16   | 2    | 3:18.2 | 櫻花桂冠              |
| 19/5/1996  | 日本     | 中京 | 草1200 | GI   | 高松宮盃           | 57   | 武豐     | 5    | 13   | 4    | 1:08.2 | 花公園                |

## 退役後
1997年成田拜仁被選出為日本中央競馬會第24匹殿堂馬。
退役後，成田拜仁成爲了配種馬，於北海道新冠町CB Stud休養，在1997年進行配種。首批子嗣於1998年出生，首批子嗣可於2000年出賽。
1998年6月17日出現腹絞痛症狀，於醫療團隊檢查後確認爲腸臟閉塞並立即對其進行緊急手術。9月26日再度出現腹絞痛，檢查後發現爲胃部破裂，雖然立即施行手術但仍然無法挽回，最終於9月27日其被實施安樂死，享年8歲（現7歲）。

## 血統簡介
父系百仁時間爲美國賽駒，曾勝出當地二級賽，退役後在日本配種，和週日寧靜及東來兵被一同稱爲改變日本賽馬的三匹種馬。祖父雷弼圖爲美國生產的愛爾蘭賽駒，生涯戰績彪炳，曾勝出葉森打吡，退役後配種成績亦極爲優秀，現已成爲Halo系外另一支出自Hail Reason系的獨立種馬系統。
母系Pacificus爲美國生產的英國賽駒，生涯戰績不佳僅勝出兩場賽事。外祖父北地舞人爲加拿大賽駒，爲美國三冠賽雙冠軍馬，退役後亦爲著名種馬，被譽爲當時改變世界的種馬之一。

### 血統表
| 父線：雷弼圖系（Hail to Reason系）     |                                 |                |               |
| 種馬 百仁時間 1985年（深棗色）         | 雷弼圖 1969年（棗色）           | Hail to Reason | Turn-to       |
| 種馬 百仁時間 1985年（深棗色）         | 雷弼圖 1969年（棗色）           | Hail to Reason | Nothirdchance |
| 種馬 百仁時間 1985年（深棗色）         | 雷弼圖 1969年（棗色）           | Breamalea      | Nasuha        |
| 種馬 百仁時間 1985年（深棗色）         | 雷弼圖 1969年（棗色）           | Breamalea      | Rarelea       |
| 種馬 百仁時間 1985年（深棗色）         | Kelley's Day 1977年（棗色）     | Graustark      | 里博          |
| 種馬 百仁時間 1985年（深棗色）         | Kelley's Day 1977年（棗色）     | Graustark      | Flower Bowl   |
| 種馬 百仁時間 1985年（深棗色）         | Kelley's Day 1977年（棗色）     | Golden Trail   | Hasty Road    |
| 種馬 百仁時間 1985年（深棗色）         | Kelley's Day 1977年（棗色）     | Golden Trail   | Sunny Vale    |
| 繁殖雌馬 Pacificus 1981年（棗色）      | 北地舞人 1961年（棗色）         | 新北區         | Nearco        |
| 繁殖雌馬 Pacificus 1981年（棗色）      | 北地舞人 1961年（棗色）         | 新北區         | Lady Angela   |
| 繁殖雌馬 Pacificus 1981年（棗色）      | 北地舞人 1961年（棗色）         | Naltama        | 天才舞者      |
| 繁殖雌馬 Pacificus 1981年（棗色）      | 北地舞人 1961年（棗色）         | Naltama        | Almahmoud     |
| 繁殖雌馬 Pacificus 1981年（棗色）      | Pacific Princess 1973年（棗色） | Damascus       | 劍舞者        |
| 繁殖雌馬 Pacificus 1981年（棗色）      | Pacific Princess 1973年（棗色） | Damascus       | Kerala        |
| 繁殖雌馬 Pacificus 1981年（棗色）      | Pacific Princess 1973年（棗色） | Fiji           | Acropolis     |
| 繁殖雌馬 Pacificus 1981年（棗色）      | Pacific Princess 1973年（棗色） | Fiji           | Rififi        |
| 雌系：Pacific Princess系（號族：13-a） |                                 |                |               |
| 五代內近親交配：無                     |                                 |                |               |

## 命名由來
名字中，Narita（ナリタ）是馬主山路秀則冠名，出自其所住的大阪府寢屋川市中的成田山大阪別院明王院，Brian（ブライアン）則繼承自父系百仁時間的名字，香港既可翻譯为「拜仁」，亦可譯作「白仁」或「百仁」。

## 外部連結
- 成田拜仁 netkeiba.com （页面存档备份，存于）
- 血統表 （页面存档备份，存于）